# Gianfranco Moscati
Gianfranco Moscati (* 30. Dezember 1924 in Mailand; † 12. Februar 2018) war ein italienischer Sammler von Holocaustdokumenten und Autor.

## Leben
Moscati wurde 1924 in Mailand geboren. 1943 verließen er und ein großer Teil seiner Familie unter dem Eindruck des immer schärfer werdenden Antisemitismus Italien und zogen in die Schweiz. Als Moscati nach Ende des Zweiten Weltkrieges nach Italien zurückkehrte, ließ er sich in Neapel nieder und begann Dokumente und Erinnerungsstücke aus der Zeit der Judenverfolgung zu sammeln, die vor allem diejenigen Juden betrafen, die nicht mehr fliehen konnten, sondern dem Holocaust zum Opfer fielen. Im Laufe der Jahrzehnte stellte er so eine große Menge an Originalen zusammen, die die Methoden der Verfolgung der Nationalsozialisten und deren Einfluss auf die jüdische Gesellschaft dokumentieren auch über Italien hinaus. Heute umfasst die Sammlung etwa 1.500 Stücke. Dazu gehören Briefe, Telegramme, Reisedokumente, gelbe Sterne und andere persönliche Erinnerungsstücke. Teile der Sammlung wurden mehrfach in Italien ausgestellt. Dazu editierte Moscati einige Ausstellungskataloge. Daneben schrieb er Monografien zum Themenkreis Holocaust, Widerstand und Emigration.

## Die Ausstellung

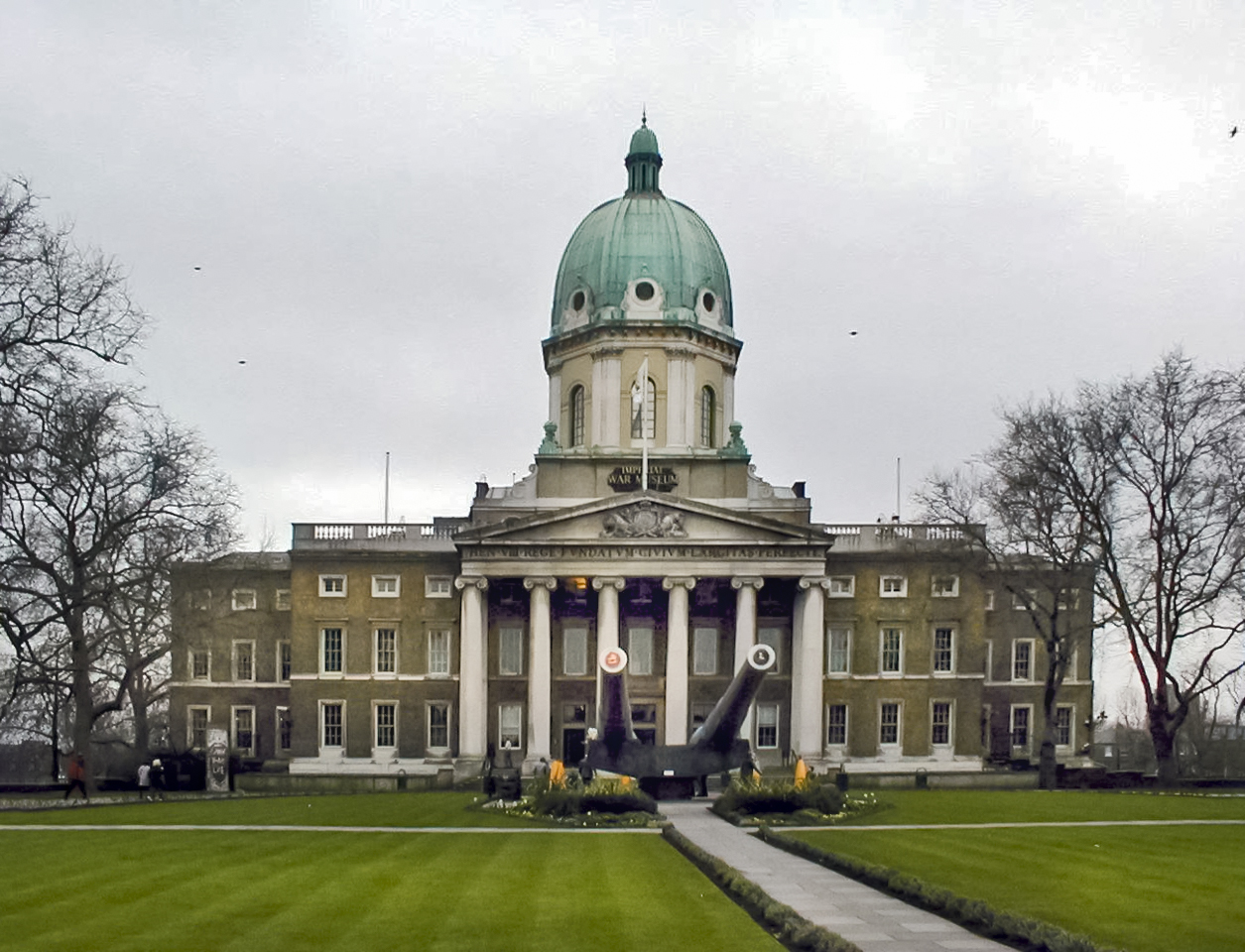
Das Imperial War Museum in London

Am 20. Februar 2007 schenkte Moscati seine Sammlung dem britischen Imperial War Museum, um ihren Erhalt langfristig zu sichern und sie einem größeren Publikum, aber auch der wissenschaftlichen Auswertung zur Verfügung zu stellen. Ein kleiner Teil der Sammlung wird bereits seit dem Jahr 2000 in der ständigen Holocaust-Ausstellung des Imperial War Museums in London gezeigt. Die Ausstellung wird wissenschaftlich katalogisiert.